# Саут-Денніс (Массачусетс)
Саут-Денніс (англ. South Dennis) — переписна місцевість (CDP) в США, в окрузі Барнстебел штату Массачусетс. Населення — 3899 осіб (2020).

## Географія
Саут-Денніс розташований за координатами 41°42′15″ пн. ш. 70°9′2″ зх. д. / 41.70417° пн. ш. 70.15056° зх. д. (41.704066, -70.150650).  За даними Бюро перепису населення США в 2010 році переписна місцевість мала площу 12,30 км², з яких 11,78 км² — суходіл та 0,52 км² — водойми.

## Демографія
Згідно з переписом 2010 року, у переписній місцевості мешкали 3643 особи в 1626 домогосподарствах у складі 1005 родин. Густота населення становила 296 осіб/км².  Було 2742 помешкання (223/км²).
Расовий склад населення:
| - 94,0 % — білих - 1,8 % — чорних або афроамериканців - 0,6 % — азіатів - 0,4 % — корінних американців - 0,1 % — вихідців з тихоокеанських островів - 1,2 % — осіб інших рас |

До двох чи більше рас належало 1,9 %. Частка іспаномовних становила 1,6 % від усіх жителів.
За віковим діапазоном населення розподілялося таким чином: 16,2 % — особи молодші 18 років, 56,6 % — особи у віці 18—64 років, 27,2 % — особи у віці 65 років та старші. Медіана віку мешканця становила 51,3 року. На 100 осіб жіночої статі у переписній місцевості припадало 86,4 чоловіків;  на 100 жінок у віці від 18 років та старших — 80,8 чоловіків також старших 18 років.
Середній дохід на одне домашнє господарство  становив 63 793 долари США (медіана — 48 299), а середній дохід на одну сім'ю — 83 688 доларів (медіана — 70 814). Медіана доходів становила 55 664 долари для чоловіків та 42 665 доларів для жінок. За межею бідності перебувало 9,5 % осіб, у тому числі 10,8 % дітей у віці до 18 років та 9,6 % осіб у віці 65 років та старших.
Цивільне працевлаштоване населення становило 1460 осіб. Основні галузі зайнятості: освіта, охорона здоров'я та соціальна допомога — 33,6 %, мистецтво, розваги та відпочинок — 11,7 %, роздрібна торгівля — 11,4 %.